# ورزشکاه دانشگاه اسیوت
ورزشکاه دانشگاه اسیوت یک ورزشگاه در مصر است که در اسیوط واقع شده‌است.